# Liste des musées du Morbihan
 (juin 2022).
Si vous disposez d'ouvrages ou d'articles de référence ou si vous connaissez des sites web de qualité traitant du thème abordé ici, merci de compléter l'article en donnant les références utiles à sa vérifiabilité et en les liant à la section « Notes et références ».
La liste des musées du Morbihan présente des musées et espaces muséaux situées dans le département français du Morbihan. Sont également présentés les types de collections qu'ils abritent, ainsi que la date d’ouverture (voire de fermeture) au public, l'appellation Musée de France et la notice Muséofile, le cas échéant.

## Liste
| Musée                                                                                | Commune               | Adresse                                         | Coordonnées                        | Collections thématiques                                                       | Date                                                           | Illustration |
| ------------------------------------------------------------------------------------ | --------------------- | ----------------------------------------------- | ---------------------------------- | ----------------------------------------------------------------------------- | -------------------------------------------------------------- | --- |
| La Criée de Port-Navalo                                                              | Arzon                 | Rue du Général de Gaulle Port-Navalo            | 47° 32′ 54″ nord, 2° 54′ 58″ ouest | Art contemporain Artisanat                                                    |                                                                | La Criée de Port-Navalo |
| Musée des Passions et des Ailes Site officiel                                        | Baden                 | 2 place de Weilheim                             | 47° 38′ 13″ nord, 2° 09′ 56″ ouest | Histoire de Joseph Le Brix                                                    | 2006                                                           | Image manquante Téléverser |
| Le Carton voyageur Conservatoire régional de la carte postale Site officiel          | Baud                  | Centre culturel Le Quatro 3, avenue Jean-Moulin | 47° 52′ 32″ nord, 3° 01′ 01″ ouest | Cartes postales                                                               | 1996                                                           | Le Carton voyageur Conservatoire régional de la carte postale Site officiel |
| Maison natale de Gabriel Deshayes                                                    | Beignon               | Allée Michelle-Guillaume                        | 47° 58′ 12″ nord, 2° 10′ 12″ ouest | Histoire de Gabriel Deshayes                                                  |                                                                | Image manquante Téléverser |
| Musée du Souvenir des Écoles de Saint-Cyr Coëtquidan Site officiel                   | Beignon Guer          | Cour Rivoli                                     | 47° 56′ 40″ nord, 2° 09′ 38″ ouest | Histoire militaire                                                            |                                                                | Musée du Souvenir des Écoles de Saint-Cyr Coëtquidan« Musée du Souvenir des Ecoles de Saint-Cyr Coëtquidan », notice no M9010, sur la plateforme ouverte du patrimoine, Muséofile, ministère français de la Culture Site officiel                     |
| Château de Kerguéhennec Site officiel                                                | Bignan                | Kerguéhennec                                    | 47° 53′ 09″ nord, 2° 44′ 04″ ouest | Art contemporain                                                              | 1986                                                           | Château de Kerguéhennec Site officiel |
| La Tisserie Musée du tissage au pays de Lorient Site officiel                        | Brandérion            | Rue Vincent-Renaud                              | 47° 53′ 09″ nord, 2° 44′ 04″ ouest | Tissage et tissus                                                             |                                                                | Image manquante Téléverser |
| Écomusée de Saint-Dégan (Musée de France) Site officiel                              | Brech                 | Saint-Dégan                                     | 47° 42′ 34″ nord, 2° 59′ 36″ ouest | Ethnologie                                                                    | 1970                                                           | Écomusée de Saint-Dégan (Musée de France« Ecomusée de Saint-Dégan », notice no M0220, sur la plateforme ouverte du patrimoine, Muséofile, ministère français de la Culture) Site officiel                                                             |
| Maison des arts manuels et du patrimoine rural Centre d'art Les Digitales            | Caden                 | Rue de la Mairie                                | 47° 37′ 54″ nord, 2° 17′ 06″ ouest | Maquettes                                                                     | 2011                                                           | Image manquante Téléverser |
| Musée de préhistoire James Miln - Zacharie Le Rouzic (Musée de France) Site officiel | Carnac                | 10 place de la Chapelle                         | 47° 35′ 05″ nord, 3° 04′ 42″ ouest | Préhistoire                                                                   | 1985                                                           | Musée de préhistoire James Miln - Zacharie Le Rouzic (Musée de France« Musée de Préhistoire - James Miln - Zacharie Le Rouzic », notice no M0221, sur la plateforme ouverte du patrimoine, Muséofile, ministère français de la Culture) Site officiel |
| Musée Jean-Charles Chapput                                                           | La Chapelle-Gaceline  | Rue de la Mairie                                | à géolocaliser                     | Œuvres de Jean-Charles Chapput                                                | 2002                                                           | Image manquante Téléverser |
| Musée des Thoniers Site officiel                                                     | Étel                  | 3 impasse Jean-Bart                             | 47° 39′ 38″ nord, 3° 12′ 21″ ouest | Histoire maritime Ria d'Étel                                                  | 2001                                                           | Musée des Thoniers Site officiel |
| Musée de l'abeille vivante et Cité des fourmis Site officiel                         | Le Faouët             | Kercadoret                                      | 48° 01′ 54″ nord, 3° 29′ 26″ ouest | Abeilles Fourmis Phasmes                                                      | 1986-2022                                                      | Musée de l'abeille vivante et Cité des fourmis Site officiel |
| Musée du Faouët (Musée de France) Site officiel                                      | Le Faouët             | 1 rue de Quimper                                | 48° 01′ 54″ nord, 3° 29′ 26″ ouest | Beaux-Arts                                                                    | 1987                                                           | Musée du Faouët (Musée de France) Site officiel |
| Maison Yves-Rocher                                                                   | La Gacilly            | Le Bout-du-Pont                                 | 47° 45′ 42″ nord, 2° 07′ 41″ ouest | Entreprise Yves Rocher et son fondateur                                       | 2017                                                           | Maison Yves-Rocher |
| Musée de géologie et atelier des vieux outils                                        | Gourin                | Château de Tronjoly                             | 48° 08′ 40″ nord, 3° 36′ 34″ ouest | Géologie                                                                      | v. 2000                                                        | Image manquante Téléverser |
| Musée du vélo et du cyclomoteur                                                      | La Grée-Saint-Laurent | Rue des Anciens-Combattants                     | 47° 59′ 41″ nord, 2° 29′ 54″ ouest | Vélo Cyclomoteur                                                              | 2004                                                           | Image manquante Téléverser |
| Écomusée de l'île de Groix (Musée de France) Site officiel                           | Groix                 | Port-Tudy                                       | 47° 38′ 33″ nord, 3° 26′ 52″ ouest | Ethnologie                                                                    | 1984                                                           | Écomusée de l'île de Groix (Musée de France« Ecomusée de l'Ile de Groix », notice no M0222, sur la plateforme ouverte du patrimoine, Muséofile, ministère français de la Culture) Site officiel                                                       |
| Les Bains de la Reine Site officiel                                                  | Guémené-sur-Scorff    | 5 rue du Château                                | 48° 04′ 02″ nord, 3° 12′ 29″ ouest | Hygiène au Moyen Âge                                                          | 2013                                                           | Les Bains de la Reine Site officiel |
| Marie monte dans le train Site officiel                                              | Guiscriff             | 117 rue de la Gare                              | 48° 03′ 25″ nord, 3° 39′ 14″ ouest | Chemin de fer (Ligne de Carhaix à Rosporden)                                  |                                                                | Marie monte dans le train Site officiel |
| Musée des Tours Bro-Erec'h Musée d'Hennebont Site officiel                           | Hennebont             | 1 rue de la Prison                              | 47° 48′ 19″ nord, 3° 16′ 43″ ouest | Histoire d'Hennebont Culture bretonne                                         | av. 1944                                                       | Musée des Tours Bro-Erec'h Musée d'Hennebont Site officiel |
| Maison du cidre Site officiel                                                        | Le Hézo               | Route de Lann-Vrihan                            | 47° 34′ 58″ nord, 2° 41′ 35″ ouest | Cidre                                                                         |                                                                | Image manquante Téléverser |
| Musée de l'Histoire du fort Louis-Philippe de l'Île d'Hoëdic                         | Hœdic                 | Paluden                                         | 47° 20′ 18″ nord, 2° 52′ 25″ ouest | Histoire et nature de l'île                                                   |                                                                | Image manquante Téléverser |
| Éclosarium de Houat                                                                  | Île-d'Houat           | Route de l'Écloserie                            | 47° 23′ 11″ nord, 2° 57′ 57″ ouest | Plancton Histoire de l'île                                                    | 1994                                                           | Éclosarium de Houat |
| Musée « Marins & Capitaines » Site officiel                                          | Île-d'Arz             | Place de la Grée                                | 47° 35′ 32″ nord, 2° 48′ 07″ ouest | Histoire des marins de l'île                                                  | 2015                                                           | Musée « Marins & Capitaines »Site officiel |
| Écomusée industriel des Forges d'Inzinzac-Lochrist (Musée de France)                 | Inzinzac-Lochrist     | Mail François-Giovannelli                       | 47° 49′ 24″ nord, 3° 15′ 16″ ouest | Forges d'Hennebont                                                            | 1978                                                           | Image manquante Téléverser |
| Musée des poupées et des jouets de Josselin Site officiel                            | Josselin              | 14 rue des Trente                               | 47° 57′ 11″ nord, 2° 32′ 47″ ouest | Poupées                                                                       | 1984                                                           | Musée des poupées et des jouets de Josselin Site officiel |
| Maison de la chauve-souris Site officiel                                             | Kernascléden          | 1 place de l'Église                             | 48° 00′ 25″ nord, 3° 19′ 10″ ouest | Chiroptères                                                                   | 2006                                                           | Maison de la chauve-souris Site officiel |
| Musée de tradition de l'école des fusiliers marins Site officiel                     | Lanester              | Base des fusiliers marins et commandos          | 47° 44′ 57″ nord, 3° 20′ 26″ ouest | Fusiliers marins                                                              | 1991                                                           | Image manquante Téléverser |
| Musée des arts africains Site officiel                                               | Langonnet             | Abbaye Notre-Dame                               | 48° 06′ 22″ nord, 3° 25′ 56″ ouest | Art africain                                                                  | 1931                                                           | Image manquante Téléverser |
| Écomusée de la ferme et des vieux métiers Site officiel                              | Lizio                 | Bob-Huet                                        | 47° 52′ 45″ nord, 2° 29′ 31″ ouest | Ethnologie Vieux métiers                                                      | 1985                                                           | Écomusée de la ferme et des vieux métiers Site officiel |
| Univers du poète ferrailleur Site officiel                                           | Lizio                 | La Ville-Stéphant                               | 47° 52′ 14″ nord, 2° 29′ 58″ ouest |                                                                               | 1990                                                           | Univers du poète ferrailleur Site officiel |
| Cité de la voile Éric Tabarly Site officiel                                          | Lorient               | Base sous-marine                                | 47° 43′ 50″ nord, 3° 22′ 25″ ouest | Navigation à voile                                                            | 2008                                                           | Cité de la voile Éric Tabarly Site officiel |
| Espace Découverte du sous-marin Flore                                                | Lorient               | Rue Roland-Morillot                             | 47° 43′ 45″ nord, 3° 22′ 13″ ouest | Sous-marins                                                                   |                                                                | Espace Découverte du sous-marin Flore |
| Musée aéronautique de Vannes - Monterblanc (fermé) Morbihan Aéro Musée Site officiel | Monterblanc           | Aéroport de Vannes                              | 47° 43′ 49″ nord, 2° 43′ 10″ ouest | Avions Histoire de l'aérodrome                                                | 1984-2014 2016                                                 | Musée aéronautique de Vannes - Monterblanc (fermé) Morbihan Aéro Musée Site officiel |
| Moulin de Pen-Mur Site officiel                                                      | Muzillac              | Étang de Pen Mur                                | 47° 33′ 44″ nord, 2° 29′ 33″ ouest | Papier                                                                        | ap. 1986                                                       | Image manquante Téléverser |
| Musée Trochu Site officiel                                                           | Le Palais             | Citadelle                                       | 47° 20′ 58″ nord, 3° 09′ 17″ ouest | Histoire de Louis Jules Trochu                                                |                                                                | Image manquante Téléverser |
| Maison de la mytiliculture                                                           | Pénestin              | Phare de Tréhiguier                             | 47° 29′ 35″ nord, 2° 26′ 30″ ouest | Mytiliculture                                                                 | 1995                                                           | Maison de la mytiliculture |
| Cité de l'habitat provisoire Site officiel                                           | Ploemeur              | Château de Soye                                 | 47° 44′ 35″ nord, 3° 24′ 42″ ouest | Logements de l'immédiat après-guerre                                          | 2008                                                           | Cité de l'habitat provisoire Site officiel |
| Musée de la Presse                                                                   | Ploemeur              | 8 rue de la Croix-de-Saint-Jean Lannénec        | 47° 44′ 39″ nord, 3° 28′ 45″ ouest | Presse écrite                                                                 | 1994-1994 (Langon, 35) 1999-2002 (Pont-Scorff) 2004 (Ploemeur) | Image manquante Téléverser |
| Musée Jean-Marie de La Mennais                                                       | Ploërmel              | Place La-Mennais                                | 47° 55′ 54″ nord, 2° 23′ 57″ ouest | Sciences naturelles Histoire de Jean-Marie de La Mennais                      |                                                                | Musée Jean-Marie de La Mennais |
| Musée du conservatoire breton de la voiture hippomobile                              | Plouay                | Manoir de Kermorgan                             | 47° 53′ 29″ nord, 3° 22′ 34″ ouest | Véhicules hippomobiles                                                        | ?? - 2002                                                      | Image manquante Téléverser |
| Musée du vélo                                                                        | Plouay                | Domaine de Ménéhouarn                           | 47° 55′ 06″ nord, 3° 20′ 51″ ouest | Vélo                                                                          | ap. 1975 - 2012                                                | Image manquante Téléverser |
| Musée d'art contemporain de l'espace la Peupleraie                                   | Plumelec              | Rue du Capitaine-Marienne                       | 47° 50′ 20″ nord, 2° 38′ 28″ ouest | Art contemporain                                                              |                                                                | Image manquante Téléverser |
| Musée du moulin de la Grée                                                           | Plumelec              | Allée de la France-Libre                        | 47° 49′ 57″ nord, 2° 38′ 37″ ouest | Seconde Guerre mondiale                                                       | 2009 ?                                                         | Image manquante Téléverser |
| Moulin-musée des Récollets                                                           | Pontivy               | Île des Récollets                               | 48° 04′ 17″ nord, 2° 58′ 00″ ouest | Minoterie                                                                     |                                                                | Image manquante Téléverser |
| Espace Pierre de Grauw                                                               | Pont-Scorff           | Place de la Maison-des-Princes                  | 47° 50′ 07″ nord, 3° 23′ 31″ ouest | Œuvres de Pierre de Grauw                                                     | 2012                                                           | Image manquante Téléverser |
| L'Odyssaum Site officiel                                                             | Pont-Scorff           | Rue du Vieux-Pont                               | 47° 50′ 09″ nord, 3° 23′ 40″ ouest | Saumon sauvage                                                                |                                                                | Image manquante Téléverser |
| Musée de la Compagnie des Indes (Musée de France) Site officiel                      | Port-Louis            | Citadelle                                       | 47° 42′ 38″ nord, 3° 21′ 50″ ouest | Compagnie des Indes                                                           | 1984                                                           | Musée de la Compagnie des Indes (Musée de France« Musée de La Compagnie des Indes », notice no M0224, sur la plateforme ouverte du patrimoine, Muséofile, ministère français de la Culture) Site officiel                                             |
| Musée national de la Marine (Musée de France) Site officiel                          | Port-Louis            | Citadelle                                       | 47° 42′ 37″ nord, 3° 21′ 52″ ouest | Histoire maritime Histoire militaire Sauvetage en mer Archéologie sous-marine |                                                                | Musée national de la Marine (Musée de France« Musée National de La Marine », notice no M5074, sur la plateforme ouverte du patrimoine, Muséofile, ministère français de la Culture) Site officiel                                                     |
| Musée de Quiberon Maison du patrimoine Site officiel                                 | Quiberon              | 3 rue de Port-Haliguen                          | 47° 29′ 02″ nord, 3° 07′ 04″ ouest | Histoire et archéologie de la presqu'île de Quiberon                          |                                                                | Musée de Quiberon Maison du patrimoine Site officiel |
| Poul-Fetan Site officiel                                                             | Quistinic             | Poul-Fetan                                      | 47° 53′ 35″ nord, 3° 09′ 04″ ouest | Ethnologie                                                                    | 1985                                                           | Poul-Fetan Site officiel |
| Bar-musée L'écurie                                                                   | Réguiny               | Locmalo                                         | 48° 00′ 17″ nord, 2° 46′ 10″ ouest | Ruralité                                                                      | 1991                                                           | Image manquante Téléverser |
| Musée Les Sanglots longs Site officiel                                               | Réguiny               | 14bis, rue de la Piscine                        | 47° 55′ 54″ nord, 2° 23′ 57″ ouest | Seconde Guerre mondiale                                                       | ap. 1992                                                       | Image manquante Téléverser |
| Maison de l'île de Kerner Site officiel                                              | Riantec               | Île de Kerner                                   | 47° 55′ 54″ nord, 2° 23′ 57″ ouest | Petite mer de Gâvres                                                          |                                                                | Image manquante Téléverser |
| Musée de la Vilaine maritime Site officiel                                           | La Roche-Bernard      | Rue du Ruicard                                  | 47° 31′ 05″ nord, 2° 18′ 11″ ouest | Vilaine                                                                       | 1987                                                           | Musée de la Vilaine maritime Site officiel |
| Naïa museum Site officiel                                                            | Rochefort-en-Terre    | Château                                         | 47° 41′ 58″ nord, 2° 20′ 20″ ouest | Art contemporain                                                              | 2015                                                           | Naïa museum Site officiel |
| Musée de l'électricité - Électrothèque de Guerlédan Site officiel                    | Saint-Aignan          | Rue du Musée                                    | 48° 11′ 00″ nord, 3° 00′ 50″ ouest | Électricité Barrage de Guerlédan                                              |                                                                | Musée de l'électricité - Électrothèque de Guerlédan Site officiel |
| Musée de la psychiatrie                                                              | Saint-Avé             | Hôpital de Lesvellec                            | 47° 41′ 50″ nord, 2° 45′ 18″ ouest | Psychiatrie                                                                   | 2009                                                           | Image manquante Téléverser |
| Musée des arts, métiers et commerces Site officiel                                   | Saint-Gildas-de-Rhuys | Larguéven                                       | 47° 31′ 56″ nord, 2° 50′ 27″ ouest | Écoles Commerces Métiers Art populaire Coiffes et costumes Dentelles Jouets   | 1992-2021                                                      | Image manquante Téléverser |
| Musée des minéraux Site officiel                                                     | Saint-Jacut-les-Pins  | Tropical Parc                                   | 47° 40′ 41″ nord, 2° 10′ 29″ ouest | Minéralogie                                                                   |                                                                | Musée des minéraux Site officiel |
| Maison de la potière                                                                 | Saint-Jean-la-Poterie | Rue de la Faïencerie ?                          | à géolocaliser                     | Poterie                                                                       |                                                                | Image manquante Téléverser |
| Musée de la Résistance en Bretagne (Musée de France) Site officiel                   | Saint-Marcel          | Les Ardys-Bechelec                              | 47° 48′ 14″ nord, 2° 25′ 53″ ouest | Seconde Guerre mondiale                                                       | 1984                                                           | Musée de la Résistance en Bretagne (Musée de France« Musée de la Résistance Bretonne », notice no M0225, sur la plateforme ouverte du patrimoine, Muséofile, ministère français de la Culture) Site officiel                                          |
| Musée de cire de l'Historial Site officiel                                           | Sainte-Anne-d'Auray   | 6 rue de Vannes                                 | 47° 42′ 13″ nord, 2° 57′ 16″ ouest | Musée de cire Histoire de Sainte-Anne-d'Auray                                 |                                                                | Image manquante Téléverser |
| Trésor de la basilique Sainte-Anne d'Auray                                           | Sainte-Anne-d'Auray   | Rue de Vannes                                   | 47° 42′ 15″ nord, 2° 57′ 12″ ouest |                                                                               |                                                                | Image manquante Téléverser |
| Musée des forges des Salles Site officiel                                            | Sainte-Brigitte       | Les Forges des Salles                           | 48° 12′ 00″ nord, 3° 07′ 32″ ouest | Forges des Salles                                                             |                                                                | Musée des forges des Salles Site officiel |
| Musée du château de Suscinio (Musée de France) Site officiel                         | Sarzeau               | Suscinio                                        | 47° 30′ 46″ nord, 2° 43′ 46″ ouest |                                                                               |                                                                | Musée du château de Suscinio (Musée de France) Site officiel |
| Musée Sarah Bernhardt                                                                | Sauzon                | Pointe des Poulains                             | 47° 23′ 09″ nord, 3° 14′ 58″ ouest | Vie de Sarah Bernhardt                                                        | ap. 2000                                                       | Musée Sarah Bernhardt |
| Maison du costume breton Site officiel                                               | Sérent                | 9 rue du Pavé                                   | 47° 49′ 20″ nord, 2° 30′ 21″ ouest | Costume breton                                                                | av. 2012                                                       | Image manquante Téléverser |
| Musée Châteaux en allumettes                                                         | Treffléan             | 12 rue du Calvaire Bizole                       | 47° 40′ 13″ nord, 2° 38′ 59″ ouest | Maquettes en allumettes                                                       |                                                                | Image manquante Téléverser |
| Musée du costume de La Chapelle-Caro                                                 | Val-d'Oust            | Château de Crévy                                | 47° 52′ 18″ nord, 2° 25′ 31″ ouest | Costume breton                                                                | ap. 1966 - 2012                                                | Image manquante Téléverser |
| Musée de la Cohue (Musée de France)                                                  | Vannes                | 9-15 place Saint-Pierre                         | 47° 39′ 27″ nord, 2° 45′ 28″ ouest | Beaux-Arts                                                                    | 1982                                                           | Musée de la Cohue (Musée de France« Musée de La Cohue », notice no M0228, sur la plateforme ouverte du patrimoine, Muséofile, ministère français de la Culture)                                                                                       |
| Musée d'Histoire et d'archéologie (Musée de France)                                  | Vannes                | 2 rue Noé                                       | 47° 39′ 25″ nord, 2° 45′ 29″ ouest | Histoire Archéologie                                                          | 2000                                                           | Musée d'Histoire et d'archéologie (Musée de France« Musée d'Histoire et d'Archéologie », notice no M0227, sur la plateforme ouverte du patrimoine, Muséofile, ministère français de la Culture)                                                       |